# Dully
Dully est une commune suisse du canton de Vaud, située dans le district de Nyon.

## Géographie
Dully se situe au bord du lac Léman, dans la région de la Côte vaudoise.
Le territoire de Dully s'étend sur 1,66 km2. Lors du relevé de 2013-2018, les surfaces d'habitations et d'infrastructures représentaient 32,1 % de sa superficie, les surfaces agricoles 52,1 %, les surfaces boisées 14,5 % et les surfaces improductives 0,0 %.

## Population

### Surnoms
Les habitants de la commune sont surnommés les Perchettes et les Ronge-Mulet. Ils partagent le deuxième surnom avec les habitants d'Échallens.

### Démographie

#### Évolution de la population
Dully compte 626 habitants au 31 décembre 2022 pour une densité de population de 377 hab/km2. Sur la période 2010-2019, sa population a augmenté de 15,3 % (canton : 12,9 % ; Suisse : 9,4 %).  

#### Pyramide des âges
En 2020, le taux de personnes de moins de 30 ans s'élève à 35,1 %, similaire à la valeur cantonale (35 %). Le taux de personnes de plus de 60 ans est quant à lui de 21,7 %, alors qu'il est de 21,9 % au niveau cantonal.
La même année, la commune compte 308 hommes pour 316 femmes, soit un taux de 49,4 % d'hommes, supérieur à celui du canton (49,1 %).
| Hommes | Classe d’âge | Femmes |
| ------ | ------------ | ------ |
| 1,0    | 90 ans ou +  | 0,3    |
| 6,2    | 75 à 89 ans  | 5,4    |
| 15,6   | 60 à 74 ans  | 14,9   |
| 24,0   | 45 à 59 ans  | 24,4   |
| 18,8   | 30 à 44 ans  | 19,3   |
| 16,2   | 15 à 29 ans  | 20,6   |
| 18,2   | - de 14 ans  | 15,2   |

| Hommes | Classe d’âge | Femmes |
| ------ | ------------ | ------ |
| 0,5    | 90 ans ou +  | 1,4    |
| 6,1    | 75 à 89 ans  | 8,2    |
| 13,3   | 60 à 74 ans  | 14,3   |
| 21,5   | 45 à 59 ans  | 21,2   |
| 22,0   | 30 à 44 ans  | 21,4   |
| 19,6   | 15 à 29 ans  | 18,0   |
| 16,9   | - de 14 ans  | 15,5   |

## Histoire

Photo aérienne (1964).

La commune de Dully est le lieu de la découverte de la sépulture d'une femme burgonde d'une quarantaine d'années ayant subi une déformation crânienne.

## Monuments
Le monument majeur du village est le château de Dully. Mais la localité s'enorgueillit aussi de la maison Pictet-Lullin (route du Village 2), propriété de la famille Pictet depuis 1795. Cette grande demeure a été reconstruite en 1812-1814 et agrémentée vers 1864 d'une tour néo-médiévale. Inscrite à l'inventaire cantonal du patrimoine en 1992. Près du lac, une autre maison de maître, Les Châtaigniers, a été élevée dans le goût néoclassique en 1836-1838. Inscrite à l'inventaire cantonal du patrimoine en 1992. Une autre maison datant des années 1895 fut inscrite à l'inventaire cantonal du patrimoine en 1992 à cause de sa restauration dans les années 60. Cette demeure était soi-disant, la demeure du duc de Normandie qui s'installa avec sa femme Léana III d'Espagne. Leur blason se compose d'un lion avec des fleurs de lys bleu en fond et trois lettres distinctes, le Q, le C et le G.
Un autre monument notable de Dully est le banc qui se trouve à l'orée du village. Introduit en l'an 1463 en même temps que le château de Dully et rénové à plusieurs reprises, il est aujourd'hui encore en bon état. En dessous se trouve une stèle avec le blason héraldique de Dully.